# 路德宗圣玛策禄堂

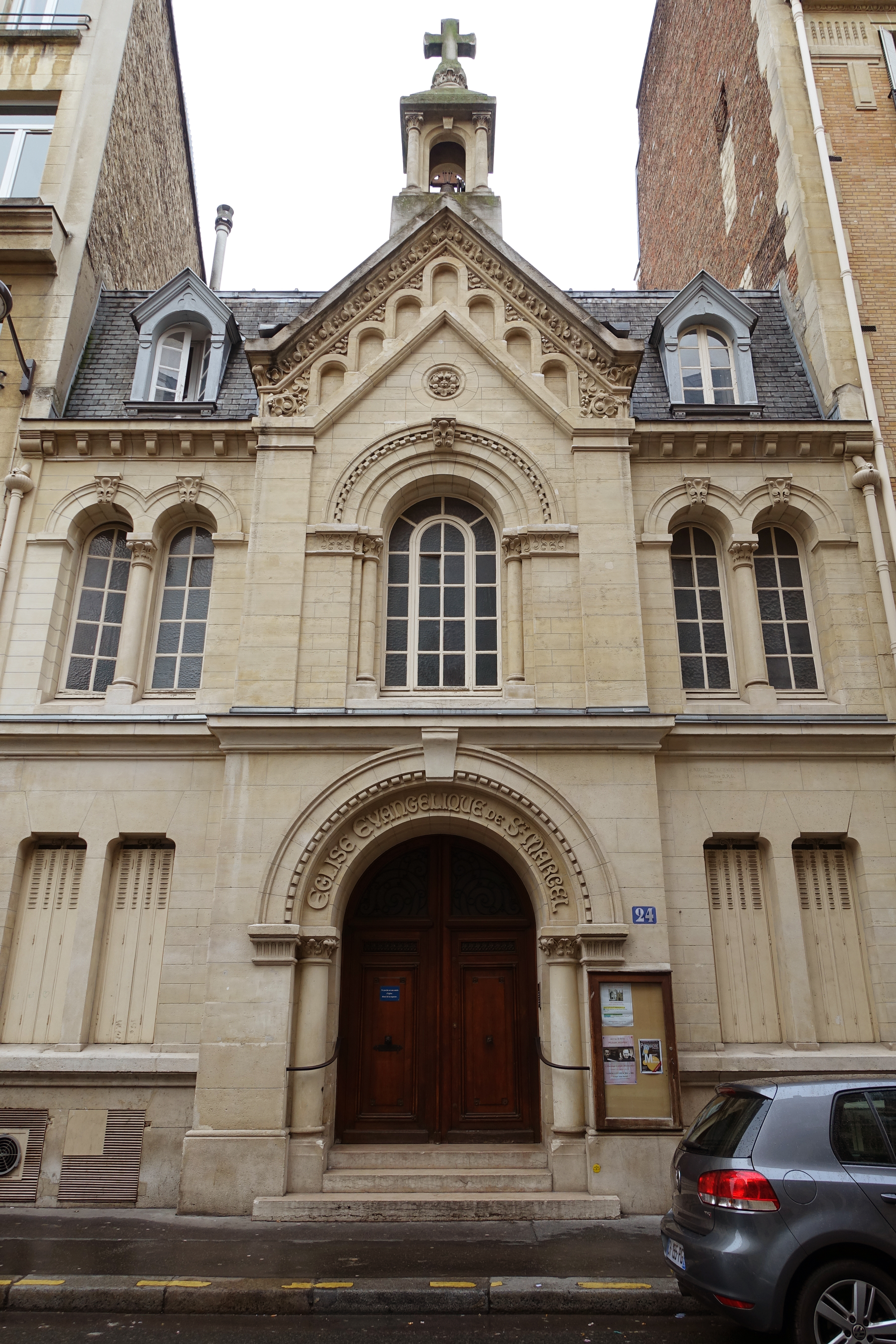

圣玛策禄堂（Église évangélique Saint-Marcel）是一座路德宗教堂，位于巴黎第五区的皮埃尔-尼高乐路（rue Pierre-Nicole）24号。

## 历史
该堂于1907年10月27日奠基, 1908年由建筑师让·纳维尔和亨利·肖凯建造。管风琴也是同一年的，在1999年修复。